# Richard Vanigli
Richard Vanigli (* 1. Juni 1971 in Forlì) ist ein ehemaliger italienischer Fußballspieler und heutiger Trainer. Er bestritt 241 Spiele in der Serie B und 53 Partien in der Serie A.

## Karriere
Vanigli wurde 1990 aus der Jugend des AC Mailand von Varese Calcio verpflichtet und machte dort seine ersten Erfahrungen in der Serie C, der dritthöchsten italienischen Liga. In Cosenza spielte er lange Zeit Serie B, nach dem Aufstieg seines späteren Vereins US Lecce gab Vanigli schließlich sein Debüt in der Serie A, wenn auch für kurze zwei Minuten. Danach wechselte er wieder in die Serie B zu Castel di Sangro und kurze Zeit später zum AS Livorno, wo er sich als Stammspieler etablieren konnte und in 4 Jahren auf über 190 Einsätze kam, außerdem feierte er mit seinem Verein den Aufstieg in der Saison 2001/02 in die Serie B.
Beim FC Empoli bestritt er die meisten Serie-A-Partien seiner Karriere, auch wenn Vanigli dort kein fester Stammspieler war, kam er dennoch oft zum Einsatz. Schließlich ließ er seine Karriere in Ancona und zuletzt bei seinem Heimatverein Forlì FC ausklingen und arbeitet seitdem als Trainer.